# Nature Cell Biology
Nature Cell Biology — щомісячний рецензований науковий журнал, який видається Nature Portfolio і присвячений клітинній біології. Він був заснований в 1999 році. Редактором-засновником була Аннет Томас. Нинішній головний редактор — Христина Карі.
Відповідно до Journal Citation Reports, імпакт-фактор журналу на 2021 рік становить 28,213.

## Цілі та сфера застосування
Nature Cell Biology публікує статті з усіх областей клітинної біології, заохочуючи ті, які проливають світло на механізми, що лежать в основі фундаментальних клітинних біологічних процесів. Сфера діяльності журналу широка, а конкретні сфери інтересів включають, але не обмежуються:
- Аутофагія
- Біологія раку
- Клітинна адгезія та міграція
- Клітинний цикл і ріст
- Апоптоз
- Хроматин і епігенетика
- Цитоскелетна динаміка
- Біологія розвитку
- Реплікація та відновлення ДНК
- Механізми захворювання людини
- Механобіологія
- Мембранний рух і динаміка
- Метаболізм
- Ядерна організація та динаміка
- Біологія органел
- Протеоліз і контроль якості
- Біологія РНК
- Передача сигналу
- Біологія стовбурових клітин